# جون وليامز (فنان قتال مختلط)
جون وليامز هو فنان قتال مختلط كندي، ولد في 1940 في كندا.

## وصلات خارجية
- جون وليامز على موقع شيردوغ (الإنجليزية)